# NGC 3431
NGC 3431 (również PGC 32531) – galaktyka spiralna (Sb), znajdująca się w gwiazdozbiorze Pucharu. Odkrył ją Francis Leavenworth 5 stycznia 1887 roku.